# Kuhlia rupestris
Kuhlia rupestris és una espècie de peix pertanyent a la família Kuhliidae.

## Descripció
- Pot arribar a fer 45 cm de llargària màxima (normalment, en fa 25) i 2.700 g de pes.
- 10 espines i 10-12 radis tous a l'aleta dorsal i 3 espines i 9-11 radis tous a l'anal.
- És platejat.[3][4]

## Reproducció
Els adults es desplacen riu avall (cap als estuaris o el mar) per reproduir-se.

## Alimentació
Els adults són omnívors i es nodreixen de peixets, insectes, crustacis i fruits (com ara, figues) que cauen a l'aigua.

## Hàbitat
És un peix marí, d'aigua dolça i salabrosa; catàdrom; associat als esculls i de clima tropical (20 °C-26 °C).

## Distribució geogràfica
Es troba des de l'Àfrica oriental fins a Samoa, les illes Ryukyu, Queensland (Austràlia) i Nova Caledònia.

## Observacions
És inofensiu i bo com a aliment per als humans.